# Colovocera maderae
Colovocera maderae är en skalbaggsart som beskrevs av Thomas Vernon Wollaston 1854. Colovocera maderae ingår i släktet Colovocera och familjen mögelbaggar. Inga underarter finns listade i Catalogue of Life.